# Asterobemisia atraphaxius
Asterobemisia atraphaxius là một loài côn trùng cánh nửa trong họ Aleyrodidae, phân họ Aleyrodinae.
Asterobemisia atraphaxius được Danzig miêu tả khoa học đầu tiên năm 1969.